# 西晉秦州行政區劃
西晉泰始五年（269年）分雍、涼、梁3州置，州治所在冀縣（今甘肅省甘谷縣）。範圍大致相當於今甘肅省黃河以東不包括慶陽市的全部地區。太康三年（282年）廢州併入雍、涼2州。元康七年（297年）復分雍、梁2州置秦州，州治所在上邽縣（今甘肅省天水市）。太興二年（319年）秦州刺史陳安投降前趙主劉曜，秦州至此沦没。

## 郡級行政區
秦州初置時領略陽、天水、南安、隴西、武都、陰平、金城7郡。後廢秦州，略陽、天水、南安、隴西、武都、陰平6郡移屬雍州，金城郡移屬涼州。後復置時領略陽、天水、南安、隴西（以上4郡原屬雍州）、武都、陰平（以上2郡原屬梁州）6郡；增置狄道郡（297年左右）、安故郡（308年左右）。西晉末領8郡。
隴西郡
曹魏舊郡，泰始元年（265年）封司馬泰為隴西王，改稱隴西國，元康六年（296年）左右司馬泰改封高密王，隴西國除。郡治襄武縣（今甘肅省隴西縣東），領襄武、首陽、臨洮、狄道、河關、枹罕6縣。西晉時廢枹罕縣，元康年間（291-299）狄道、臨洮、河關3縣移屬狄道郡。西晉末領襄武、首陽2縣。
南安郡
曹魏舊郡，郡治豲道縣（今甘肅省隴西縣東南），領豲道、中陶、新興3縣，至西晉末不變。
天水郡
曹魏舊郡，郡治冀縣（今甘肅省甘谷縣東），冀、上邽、顯親、成紀、西、阿陽、新陽7縣。西晉初省阿陽縣，西縣改名始昌縣。西晉末領冀、上邽、始昌、新陽、顯親、成紀6縣。
略陽郡
曹魏名廣魏郡，泰始年間（265-274）改名略陽郡。郡治臨渭縣（今甘肅省天水市東），領臨渭、平襄、略陽、隴4縣。西晉時增置清水縣（西晉初），廢隴縣。西晉末領臨渭、平襄、略陽、清水4縣。
武都郡
曹魏舊郡，郡治下辨縣（今甘肅省成縣西北），領下辨、河池、故道、沮、武都、羌道6縣。西晉時廢羌道縣，增置上祿縣（282年置）。西晉末領下辨、河池、沮、武都、故道、上祿6縣。
陰平郡
蜀漢舊郡，曹魏平蜀後廢郡併入梓潼郡泰始年間復置郡。郡治陰平縣（今甘肅省文縣），領陰平、平武（280年前稱廣武）2縣。至西晉末不變。
狄道郡
西晉元康年間（291-299）分隴西郡3縣置，郡治狄道縣（今甘肅省臨洮縣），領狄道、臨洮、河關、洮陽、遂平、武街、始興、第五、真仇9縣，永嘉二年（308年）左右張軌將臨洮、洮陽2縣移屬安故郡。西晉末，領狄道、河關、遂平、武街、始興、第五、真仇7縣。
安故郡
西晉永嘉二年（308年）左右張軌分狄道郡置，郡治安故縣（今甘肅省臨洮縣東南），領安故（與郡同置）、石門（與郡同置）、桑城（與郡同置）、臨洮、洮陽5縣，至西晉末不變。
秦川郡（存疑）
《元和郡縣圖志》記載，西晉泰始年間（265-274）置郡，郡治與秦州同治冀縣（今甘肅省甘谷縣東）。

## 縣級行政區
| 秦州（州治上邽縣）                                                                 |        |        |                          |                                                                   |                                              |
| 說明：本表為西晉時期秦州各郡所轄的縣份；以深灰色表示者，為曾經建置，後來廢除的縣份 |        |        |                          |                                                                   |                                              |
| 郡名 （縣數）                                                                      | 郡治   | 縣名   | 今地位置(2012年12月)     | 隸屬郡國                                                          | 備注                                         |
| 隴西郡 （2）                                                                       | 襄武縣 | 襄武縣 | 今甘肅省隴西縣東         | 隴西郡(265-316，隴西國266-296)                                    |                                              |
| 隴西郡 （2）                                                                       | 襄武縣 | 首陽縣 | 今甘肅省渭源縣北         | 隴西郡(265-316，隴西國266-296)                                    |                                              |
| 隴西郡 （2）                                                                       | 襄武縣 | 枹罕縣 | 今甘肅省臨夏市西南       | 隴西郡(265-266?)                                                  | 西晉時廢縣。                                 |
| 南安郡 （3）                                                                       | 獂道縣 | 豲道縣 | 今甘肅省隴西縣東南       | 南安郡(265-316)                                                   |                                              |
| 南安郡 （3）                                                                       | 獂道縣 | 中陶縣 | 今甘肅省武山縣西北鴛鴦鎮 | 南安郡(265-316)                                                   |                                              |
| 南安郡 （3）                                                                       | 獂道縣 | 新興縣 | 今甘肅省武山縣西         | 南安郡(265-316)                                                   |                                              |
| 天水郡 （6）                                                                       | 冀縣   | 冀縣   | 今甘肅省甘谷縣           | 天水郡(265-316)                                                   |                                              |
| 天水郡 （6）                                                                       | 冀縣   | 上邽縣 | 今甘肅省天水市           | 天水郡(265-316)                                                   |                                              |
| 天水郡 （6）                                                                       | 冀縣   | 始昌縣 | 今甘肅省禮縣東北         | 天水郡(265-316)                                                   | 曹魏時名西縣，西晉時改名始昌縣（不詳何時）。 |
| 天水郡 （6）                                                                       | 冀縣   | 新陽縣 | 今甘肅省天水市西北       | 天水郡(265-316)                                                   |                                              |
| 天水郡 （6）                                                                       | 冀縣   | 顯親縣 | 今甘肅省秦安縣西北       | 天水郡(265-316)                                                   |                                              |
| 天水郡 （6）                                                                       | 冀縣   | 成紀縣 | 今甘肅省通渭縣東         | 天水郡(265-316)                                                   |                                              |
| 天水郡 （6）                                                                       | 冀縣   | 阿陽縣 | 今甘肅省靜寧縣西南       | 天水郡(265-266?)                                                  | 西晉時廢縣（不詳何時）。                     |
| 略陽郡 （4）                                                                       | 臨渭縣 | 臨渭縣 | 今甘肅省天水市東         | 略陽郡(265-316，廣魏郡265-268?)                                   |                                              |
| 略陽郡 （4）                                                                       | 臨渭縣 | 平襄縣 | 今甘肅省通渭縣西         | 略陽郡(265-316，廣魏郡265-268?)                                   |                                              |
| 略陽郡 （4）                                                                       | 臨渭縣 | 略陽縣 | 今甘肅省秦安縣東北       | 略陽郡(265-316，廣魏郡265-268?)                                   |                                              |
| 略陽郡 （4）                                                                       | 臨渭縣 | 清水縣 | 今甘肅省清水縣           | 略陽郡(266?-316，廣魏郡266?-268?)                                 | 西晉時置縣。                                 |
| 略陽郡 （4）                                                                       | 臨渭縣 | 隴縣   | 今甘肅省清水縣北         | 廣魏郡(265-266?)                                                  | 西晉時廢縣（不詳何時）。                     |
| 武都郡 （6）                                                                       | 下辨縣 | 下辨縣 | 今甘肅省成縣西北         | 武都郡(265-316)                                                   |                                              |
| 武都郡 （6）                                                                       | 下辨縣 | 河池縣 | 今甘肅省徽縣西北         | 武都郡(265-316)                                                   |                                              |
| 武都郡 （6）                                                                       | 下辨縣 | 沮縣   | 今陝西省略陽縣東         | 武都郡(265-316)                                                   |                                              |
| 武都郡 （6）                                                                       | 下辨縣 | 武都縣 | 今甘肅省西和縣西南       | 武都郡(265-316)                                                   |                                              |
| 武都郡 （6）                                                                       | 下辨縣 | 故道縣 | 今陝西省寶雞市南         | 武都郡(265-316)                                                   |                                              |
| 武都郡 （6）                                                                       | 下辨縣 | 上祿縣 | 今甘肅省西和縣東南       | 武都郡(282-？)                                                    | 原東漢廢縣，太康三年（282年）復置縣。        |
| 武都郡 （6）                                                                       | 下辨縣 | 羌道縣 | 今甘肅省宕昌縣西南       | 武都郡(265-266?)                                                  | 西晉時廢縣（不詳何時）。                     |
| 陰平郡 （2）                                                                       | 陰平縣 | 陰平縣 | 今甘肅省文縣             | 梓潼郡(265-269)→陰平郡(269-316)                                   |                                              |
| 陰平郡 （2）                                                                       | 陰平縣 | 平武縣 | 今四川省平武縣北         | 梓潼郡(265-269)→陰平郡(269-316)                                   | 曹魏為廣武縣，太康元年（280年）改名平武縣。  |
| 狄道郡 （7）                                                                       | 狄道縣 | 狄道縣 | 今甘肅省臨洮縣           | 隴西郡(265-296，隴西國266-296)→狄道郡(297?-316)                   |                                              |
| 狄道郡 （7）                                                                       | 狄道縣 | 河關縣 | 今青海省同仁縣北         | 隴西郡(265-296，隴西國266-296)→狄道郡(297?-316)                   |                                              |
| 狄道郡 （7）                                                                       | 狄道縣 | 遂平縣 | 地望不詳                 | 狄道郡(297?-316)                                                  | 元康年間（291-299）與狄道郡同時設置。        |
| 狄道郡 （7）                                                                       | 狄道縣 | 武街縣 | 今甘肅省臨洮縣西         | 狄道郡(297?-316)                                                  | 元康年間（291-299）與狄道郡同時設置。        |
| 狄道郡 （7）                                                                       | 狄道縣 | 始興縣 | 地望不詳                 | 狄道郡(297?-316)                                                  | 元康年間（291-299）與狄道郡同時設置。        |
| 狄道郡 （7）                                                                       | 狄道縣 | 第五縣 | 地望不詳                 | 狄道郡(297?-316)                                                  | 元康年間（291-299）與狄道郡同時設置。        |
| 狄道郡 （7）                                                                       | 狄道縣 | 真仇縣 | 地望不詳                 | 狄道郡(297?-316)                                                  | 元康年間（291-299）與狄道郡同時設置。        |
| 安故郡 （5）                                                                       | 安故縣 | 安故縣 | 今甘肅省臨洮縣東南       | 安故郡(308?-316)                                                  | 永嘉二年（308年）左右與安故郡同時設置。      |
| 安故郡 （5）                                                                       | 安故縣 | 石門縣 | 今甘肅省臨潭縣東石門鄉   | 安故郡(308?-316)                                                  | 永嘉二年（308年）左右與安故郡同時設置。      |
| 安故郡 （5）                                                                       | 安故縣 | 桑城縣 | 今甘肅省岷縣西北         | 安故郡(308?-316)                                                  | 永嘉二年（308年）左右與安故郡同時設置。      |
| 安故郡 （5）                                                                       | 安故縣 | 臨洮縣 | 今甘肅省岷縣             | 隴西郡(265-296，隴西國266-296)→狄道郡(297?-308?)→安故郡(308?-316} |                                              |
| 安故郡 （5）                                                                       | 安故縣 | 洮陽縣 | 今甘肅省臨潭縣西南       | 狄道郡(297?-308?)→安故郡(308?-316}                                | 元康年間（291-299）與狄道郡同時設置。        |

## 出處
1. ↑  《晉書》卷14〈地理志上〉：「及泰始五年，又以雍州隴右五郡及涼州之金城、梁州之陰平，合七郡置秦州，鎮冀城。太康三年，罷秦州，并雍州。〔元康〕七年，復立，鎮上邽。」
2. ↑  《晉書》卷6〈元帝紀〉：「〔太興二年四月〕，秦州刺史陳安叛，降于劉曜。」
3. ↑  《晉書》卷3〈武帝紀〉：「〔泰始元年封皇從叔父司馬〕泰為隴西王。」；卷4〈惠帝紀〉：「〔元康〕六年春正月，大赦。太尉、隴西王泰為尚書令。」；卷37〈宗室列傳〉：「瑋既誅，乃以泰錄尚書事，遷太尉，守尚書令，改封高密王，邑萬戶。」[註 1]
4. 1 2 3 4 5 6 7  《晉書》卷14〈地理志上〉：「惠帝分隴西之狄道、臨洮、河關，又立洮陽、遂平、武街、始興、第五、真仇六縣，合九縣置狄道郡，屬秦州。」
5. ↑  《元和郡縣圖志》卷39〈隴右道上〉：「魏分隴右為秦州，因秦邑以為名，後省入雍州。晉復改漢陽為天水郡，武帝泰始中又立秦川郡，與州同理。」[註 4]
6. ↑  《水經注》卷20：「《晉書地道志》：天水始昌縣，故城西也。」
7. ↑  《魏書》卷106下〈地形志下〉：「阿陽，前漢屬天水，後屬漢陽，晉罷。」
8. ↑  《宋書》卷37〈州郡志三〉：「清水令，前漢屬天水，後漢為天水漢陽，無此縣。《晉太康地志》屬略陽。」；《魏書》卷106下〈地形志下〉：「清水，前漢屬天水，後漢罷，晉復屬。」；《輿地廣記》卷15〈陝西秦鳳路〉：「漢屬天水郡，東漢省之。晉復置。」
9. ↑  《魏書》卷106下〈地形志下〉：「隴城，前漢屬天水，後漢屬漢陽，晉罷。」
10. ↑  《宋書》卷37〈州郡志三〉：「上祿令，漢舊縣，後省，晉武帝太康三年又立。」
11. ↑  《宋書》卷38〈州郡志三·北陰平太守〉：「平武令，蜀立曰廣武，晉武帝太康元年更名。」

### 書籍
- 吳增僅，《三國郡縣表》，上海：開明書局，1937
- 李錫甫，《漢晉城陽郡沿革考》，國立編譯館館刊第6卷第一期，1977
- 劉琳，《華陽國志校注》，成都：巴蜀書社，1984
- 李曉杰，《東漢政區地理》，北京：人民出版社，1987
- 胡阿祥，《六朝疆域與政區研究》（增訂本），北京：學苑出版社，2005
- 錢儀吉、楊晨，《三國會要》，上海：上海古籍出版社，2006
- 陳健梅，《孫吳政區地理研究》，長沙：岳麓書社，2007
- 孔祥軍，《三國政區地理研究》，南京：南京大學歷史系，2007
- 任乃強，《華陽國志校補圖注》，上海：上海古籍出版社，2009
- 孔祥軍，《晉書地理志校注》，北京：新世界出版社，2012
- 胡阿祥、孔祥軍、徐成合著，《中國行政區劃通史·三國兩晉南朝卷》，上海：復旦大學出版社，2014
- 范曄，《後漢書》，維基文庫
- 房玄齡，《晉書》，維基文庫
- 沈約，《宋書》，維基文庫
- 魏收，《魏書》，維基文庫
- 李吉甫，《元和郡縣圖志》，維基文庫
- 樂史，《太平寰宇記》，維基文庫
- 歐陽忞，《輿地廣記》，維基文庫
- 酈道元，《水經注》，維基文庫